# Sotheler Moor
Sotheler Moor este o arie protejată (arie specială de conservare — SAC, sit de importanță comunitară — SCI) din Germania întinsă pe o suprafață de 66,99 ha, integral pe uscat.

## Localizare
Centrul sitului Sotheler Moor este situat la coordonatele 53°13′03″N 9°26′20″E / 53.2175°N 9.4389°E.

## Înființare
Situl Sotheler Moor a fost declarat sit de importanță comunitară în ianuarie 2005 pentru a proteja 1 specie de animale. Situl a fost protejat și ca arie specială de conservare în iulie 2018.

## Biodiversitate
Situată în ecoregiunea atlantică, aria protejată conține 3 habitate naturale: Mlaștini turboase de tranziție și turbării mișcătoare, Păduri acidofile de stejar bătrân cu Quercus robur pe câmpii nisipoase, Mlaștini împădurite.
La baza desemnării sitului se află o specie protejată de  nevertebrate: libelule (Leucorrhinia pectoralis).